# Меловский поселковый совет
Меловский поселковый совет (укр. Міловська селищна рада) — административно-территориальная единица Меловского района Луганской области Украины.

## Населённые пункты совета
- пгт Меловое
- с. Алексеевка
- с. Бондаревка
- с. Травневое

## Адрес поссовета
92500, Луганська обл., Міловський р-н, смт. Мілове, вул. Луначарського, 73; тел. 2-15-01  (укр.)